# Pravda vítězí

Estandarte presidencial de la República Checa.

La frase en checo Pravda vítězí (en latín: Veritas vincit), traducido al español como «La verdad prevalece», es el lema nacional de la República Checa. Está inscrito en el estandarte del presidente de la República Checa, el cual es uno de los símbolos nacionales según la Constitución checa. También fue el lema de Checoslovaquia.

## Origen
Se cree que el lema deriva de la frase de Jan Hus «Buscar la verdad, oír la verdad, aprender la verdad, amar la verdad, hablar la verdad, asimilar la verdad y defender la verdad hasta la muerte». Por esto aparece en la base del Monumento a Jan Hus en Praga.
El concepto de verdad tiene una tradición larga en el pensamiento político checo. Jan Hus y Comenio conectaron la verdad con aspectos teológicos, mientras en el concepto ético de Masaryk la verdad era vista como el opuesto de la mentira. Las creencias de Hus han sido vistas tradicionalmente como testimonio de lo moral y espiritual, por sobre lo físico y militar. El movimiento de la Carta 77 tuvo el lema «La verdad prevalece para quienes viven en la verdad».

## Uso como lema nacional
«La verdad prevalece» fue adoptado como lema por el primer presidente de Checoslovaquia Tomáš Masaryk en 1918 y reiterado en la idea de «vida en la verdad» de Václav Havel y en su famosa frase «La verdad y el amor deben prevalecer sobre las mentiras y el odio». La versión latina del lema —«Veritas vincit»— fue usada en el estandarte presidencial entre 1990 y 1992 (cuando el país era conocido como República Federal Checa y Eslovaca).
Tras la disolución de Checoslovaquia en 1993, el emblema comenzó a ser ocupado por la República Checa, mientras que Eslovaquia no adoptó ningún lema oficialmente.